# Karoline Polyxena von Nassau-Usingen

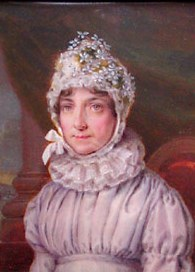
Karoline Polyxena von Nassau-Usingen

Karoline Polyxena von Nassau-Usingen (* 4. April 1762; † 17. August 1823) war durch Heirat Gräfin von Hessen-Kassel-Rumpenheim.

## Leben
Karoline Polyxena wurde als Tochter des Fürsten Karl Wilhelm von Nassau-Usingen und dessen Gemahlin Karoline Felizitas von Leiningen-Dagsburg-Falkenburg geboren.
Am 2. Dezember 1786 heiratete sie den Titular-Landgrafen Friedrich von Hessen-Kassel-Rumpenheim. Durch diese Ehe wurde sie Stammmutter der heute fortlebenden Linie Hessen-Kassel-Rumpenheim.
Aus der Ehe gingen die Kinder 
- Wilhelm (1787–1867, Gouverneur von Kopenhagen)
- Karl Friedrich (* 9. März 1789; † 10. September 1802)
- Friedrich Wilhelm (1790–1876, General im Kurfürstentum Hessen)
- Ludwig Karl (* 12.  November 1791; † 12.  Mai 1800)
- Georg Karl (1793–1881, General im Kurfürstentum Hessen)
- Louise (1794–1881, ⚭ Georg von der Decken, General)
- Maria (1796–1880, ⚭ Großherzog Georg von Mecklenburg-Strelitz)
- Auguste (1797–1889, ⚭ Adolphus Frederick, 1. Duke of Cambridge)

hervor.